# 3313 Mendel
3313 Mendel eller 1980 DG är en asteroid i huvudbältet som upptäcktes den 19 februari 1980 av den tjeckiske astronomen Antonín Mrkos vid Kleť-observatoriet i Tjeckien. Den är uppkallad efter genetikens fader, österrikaren Gregor Mendel.
Asteroiden har en diameter på ungefär 8 kilometer och den tillhör asteroidgruppen Eunomia.